# 고영열
고영열(한국 한자: 高永列, 1993년 3월 9일 ~ )은 대한민국의 국악인이다.

## 학력
- 첨단중학교 (졸업)
- 광주예술고등학교 국악과 (졸업)
- 한양대학교 국악과 (졸업)

## 음반
- [정규] 《상사곡 ㅣ 님을 그리는 노래》 (2018년)
- [싱글] 《사랑가》 (2017년) 《사철가》 《이룰수없는》(2019년)
- [OST] 《어서가자 어서와》 (2017년)

이스턴모스트
- 《On Voyage》 (2017년)
- 《수궁가》 (2018년)

카운드업
- 《Kind Of》 (2017년)

두번째달
- 《판소리 춘향가》 (2016년)

## 수상
- 제 34회 온나라 국악경연대회 판소리부분 금상 (2014년)
- 21세기 한국음악 프로젝트 동상 (2016년)

## 방송
- 《국악한마당》 (KBS1)
- 《열린음악회》 (KBS2)
- 《제야음악회》 (KBS1)
- 《불후의 명곡 - 전설을 노래하다》 (KBS2)
- 《팬텀싱어 3》 (JTBC)
- 《생방송 행복드림 로또 6/45》(MBC) - 게스트 1057회

## 콘서트
- 고영열 미니콘서트
- 정오의 음악회 - 국립극장
- 국립합창단 협연 - 예술의 전당
- 롯데 L 콘서트 - 롯데 콘서트홀
- KOUND UP 콘서트 - ABU DHABI한국문화원
- 고영열밴드 콘서트 - 오류 아트홀 등